# Manoir de Montcorin (Irigny)
 (novembre 2024).
Il peut être nécessaire de l'améliorer pour respecter le principe de neutralité de point de vue. 

Le manoir de Montcorin est situé dans la commune d'Irigny. Il fut construit pour le banquier Barthélemy Hervart au XVIIe siècle.

## Historique
Ancien fief féodal, Montcorin fut reconstruit pour Barthélemy Hervart en 1646. Il vend sa propriété à Mme. de Fermont en 1694, puis elle passa aux familles Hüe de La Blanche et Olphe-Galliard au XVIIIe siècle
.

## Description
(10 novembre 2024).
Le château est une demeure de plan carré avec des bâtiments d'exploitation agricole entourée d'un parc de deux hectares. La propriété possède un jardin à la française du XVIIe siècle et une autre partie paysagée, élaborée au XIXe siècle,.

## Photos

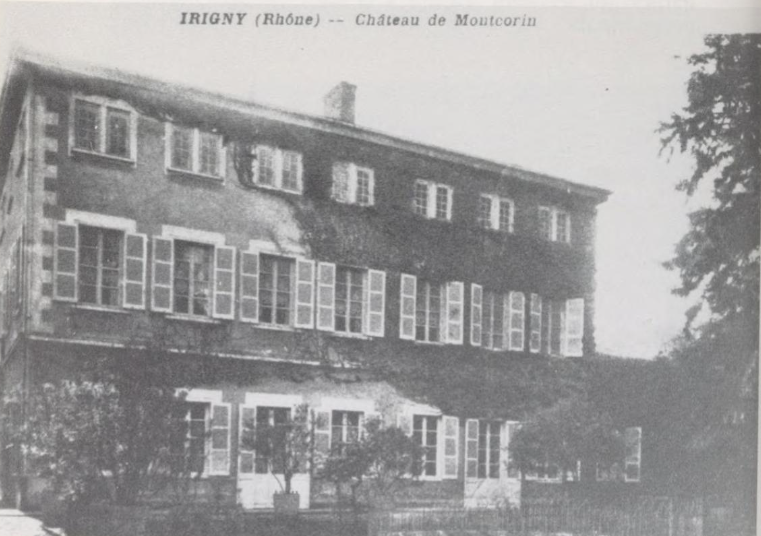
Château de Montcorin (Irigny)